# Lombard (Montana)
Lombard é uma cidade fantasma no condado de Broadwater no estado de Montana, nos Estados Unidos. A vila ficava localizada na margem sul do rio Missouri, a norte da  foz da Sixteen Mile Creek.  Lombard fora fundada em 1895 como o termino ocidental da Montana Railroad, precisamente no local da intersecção com a Northern Pacific Railway.  Em 1908 a Montana Railroad foi incorporada na linha transcontinental Chicago, Milwaukee, St. Paul and Pacific Railroad ("the Milwaukee Road").  Lombard perdeu a sua importância como base ferroviária, mas sobreviveu como ponto de intersecção entre o Milwaukee e o  Northern Pacific.
Lombard devia o seu nome a A.G. Lombard, um engenheiro principal da empresa ferroviária Montana Railroad.  A estação de correios abriu em 1896 e encerrou em 1957.
A população de Lombard foi diminuindo durante toda a primeira metade do século XX, correspondendo a diminuição de importância de Lombard como vila ferroviária. Lombard foi completamente abandonada na altura em que a linha  Milwaukee Road que passava por esta área foi abandonada em 1980 e permanece ainda hoje como cidade fantasma.